# François Pauwels (burgemeester)
François Pauwels (Assebroek, 11 december 1754 - 27 april 1828) was van 1802 tot 1828 de tweede burgemeester van Assebroek na de revolutietijd.

## Levensloop
Pauwels, van beroep landbouwer, ook als herbergier genoemd, was de zoon van Albert Pauwels (1706-1754) en Maria-Jacoba Delbaere (1723-1807). Hij is samen met hen en met zijn twee zussen begraven bij de kerk van Onze-Lieve-Vrouw in Assebroek, zoals blijkt uit een grafplaat die tegen de kerkmuur werd ingemetseld. 
Vanaf 1796 was hij 'agent municipal' als adjunct van de 'officier municipal' Laurent D'Hont. Toen D'Hont in juli of augustus 1800 burgemeester van Assebroek werd, bleef Pauwels zijn adjunct. In maart 1802 volgde hij Laurent D'Hont op als burgemeester. Eerst tekende hij nog als 'maire provisoire' om vanaf 10 mei 1802 als 'maire' te ondertekenen. Hij bleef burgemeester tot aan zijn dood in 1828. Op 26 april 1828 had hij nog een huwelijksceremonie voorgezeten en de volgende dag overleed hij. Hij was drieënzeventig en was vrijgezel gebleven. Gedurende 32 jaar was hij, onder verschillende regimes, bij het bestuur van de gemeente betrokken. Hij werd niet opgevolgd door zijn schepen Frans Jonckheere maar door Dominique Busschaert. Het aantal inwoners steeg tijdens zijn bestuur van ongeveer 600 naar ongeveer 800.
Nog vlug, alvorens te worden opgeslorpt in Groot-Brugge, besliste de gemeenteraad van Assebroek op 30 juni 1970 de naam François Pauwels aan een nieuwe straat te geven.
De herberg van Pauwels lag aan het dorpsplein dat nu officieel het Gaston Roelantsplein heet, maar in de volksmond nog steeds als 'het Peerdeken' of 'het Perretje' wordt aangeduid.
De Peerdenstraat, die op het dorpsplein uitmondde en waar de herberg de hoek van uitmaakte, werd na de fusie van Groot-Brugge, in 1971 omgedoopt tot Gulden-Peerdenstraat, om verwarring met de Peerdenstraat in Brugge te vermijden en niettemin de herinnering aan de vroegere straat en herberg te behouden.

## Voetnota
1. ↑  het Goude Peerdeken - Assebroek - barchief. www.barchief.be. Gearchiveerd op 7 november 2019. Geraadpleegd op 7 november 2019.